# The Night Flight
『The Night Flight』（ザ・ナイト・フライト）は、2014年6月11日にリリースされた八神純子のライブ・アルバム。日本を代表するミュージシャンとのセッションによるライブ音源が収録されており、ジャケットの表記では、″Junko Yagami with Tsugutoshi Goto featuring Masaki Matsubara, Jun Sato & Syuichi"Ponta"Murakami″ 名義となっている。発売元はGT music / Sony Music Direct (Japan)。

## 概要
ライブ ″The Night Flight″ は、八神の友人である音楽プロデューサー、ジョーイ・カーボーンの誘いから始まった。第1回目は2014年3月末に東京のコットンクラブを会場として行われ、それから4月中旬にかけて、東京、横浜、名古屋、大阪を会場に全16公演が開催された。1979年4月発売のアルバム『素顔の私』以降、楽曲制作に携わってきた後藤次利がすべての編曲を担当し、演奏には後藤のほか、松原正樹、佐藤準、村上″ポンタ″秀一といった著名なミュージシャンが参加し、リハーサルはサウンド・シティで3日間かけて行われた。本作は、最終日である4月13日に横浜市のライブ・レストラン ″モーション・ブルー・ヨコハマ″ にて録音された音源を収録したものである。ちなみにライブ盤の発売は約30年ぶりとなる。
2014年にスタートしたこのライブ・プロジェクト ″The Night Flight″ はその後も定期的に開催されている。
本作と同日に、当時の最新オリジナル・アルバムである『Here I am 〜Head to Toe〜』に本人選曲によるベスト・アルバムを追加した2枚組『Here I am premium』も発売された。

## 収録曲

### CD
| 全編曲: 後藤次利（M-12,13 ピアノ・アレンジ：八神純子）。 |                                               |                                                                  |                                                 |       |
| #                                                        | タイトル                                      | 作詞                                                             | 作曲                                            | 時間  |
| 1.                                                       | 「想い出のスクリーン」                        | 三浦徳子                                                         | 八神純子                                        | 4:46  |
| 2.                                                       | 「思い出は美しすぎて」                        | 八神純子                                                         | 八神純子                                        | 4:43  |
| 3.                                                       | 「パープルタウン 〜You Oughta Know By Now〜」 | 三浦徳子 (日本語詞・作詞) Jack Conrad, David Foster, Ray Kennedy | 八神純子 Jack Conrad, David Foster, Ray Kennedy | 5:20  |
| 4.                                                       | 「Lullaby Of Birdland」                       | George Shearing, George David Weiss                              | George Shearing, George David Weiss             | 4:41  |
| 5.                                                       | 「New York State Of Mind」                    | Billy Joel                                                       | Billy Joel                                      | 5:50  |
| 6.                                                       | 「Rainy Afternoon」(Instrumental)             | -                                                                | 後藤次利                                        | 6:51  |
| 7.                                                       | 「Mr.ブルー 〜私の地球〜」                    | 山川啓介                                                         | 八神純子                                        | 5:35  |
| 8.                                                       | 「シークレット･ラブ」                         | 八神純子・竜真知子                                               | 後藤次利                                        | 4:39  |
| 9.                                                       | 「Smile」                                     | Geoffrey C. Parsons, John Turner 八神純子 (日本語詞)             | Charlie Chaplin                                 | 2:08  |
| 10.                                                      | 「夜間飛行」                                  | 八神純子                                                         | 後藤次利                                        | 9:24  |
| 11.                                                      | 「みずいろの雨」                              | 三浦徳子                                                         | 八神純子                                        | 6:12  |
| 12.                                                      | 「約束」                                      | KAZUKI                                                           | 八神純子                                        | 6:43  |
| 13.                                                      | 「今日の終わりに」                            | KAZUKI                                                           | 八神純子                                        | 4:35  |
| 14.                                                      | 「初めての愛」(Studio Live) (Bonus Track)     | KAZUKI                                                           | 八神純子                                        | 5:19  |
| 合計時間:                                                | 合計時間:                                     | 合計時間:                                                        | 合計時間:                                       | 77:03 |

## 参加ミュージシャン
- Bass：後藤次利
- Drums：村上″ポンタ″秀一
- Guitar：松原正樹
- Keyboards & Chorus：佐藤準

## 公演日程
| # | 日時                   | 会場                         |
| - | ---------------------- | ---------------------------- |
| 1 | 2014年3月30日・3月31日 | 東京・COTTON CLUB            |
| 2 | 2014年4月3日           | 東京・BLUE NOTE TOKYO        |
| 3 | 2014年4月6日・4月7日   | 愛知・NAGOYA Blue Note       |
| 4 | 2014年4月8日・4月9日   | 大阪・Billboard Live OSAKA   |
| 5 | 2014年4月12日・4月13日 | 神奈川・Motion Blue yokohama |

## 参考資料
- 八神純子『The Night Flight』（Blu-spec CD2（ライナーノーツ））Sony Music Direct (Japan)、2014年6月11日。MHCL-30226。